# 제7보병사단 (미국)
제7보병사단(7th Infantry Division)은 미국 육군의 보병 사단이다. 루이스-맥코드 합동기지에 주둔하여 2개 스트라이커 여단전투단, 항공전투여단, 사단 포병대 등의 전투준비태세를 갖추고 미국 육군의 인도태평양 지역 활동을 지원하기 위한 훈련과 작전에 참여하고 있다. 모래시계 사단(Hourglass Division), 총검 사단(Bayonet Division), 캘리포니아 사단(California Division) 등 여러 별명을 가지고 있다.
1917년 12월 제1차 세계대전 중에 창설되어 오랫동안 캘리포니아주 포트 오드를 본부로 하였다. 제2차 세계대전 중 태평양 전쟁의 태평양 전역에서 일본 제국 육군을 상태로 알류샨 열도, 레이테섬과 오키나와에서 교전하여 많은 사상자를 내었다. 전후 일본과 한국에 주둔하며 1950년 한국 전쟁 당시 가장 먼저 활동한 미군 부대 중 하나였다. 인천 상륙 작전과 중공군의 개입 이전 진격에 참여하였으며 이후 폭찹힐 전투, 불모고지 전투에 참여하였다.
한국 전쟁 휴전 후 비무장 지대 남측을 방비하며 1960년대 중반까지 캠프 케이시에 주둔하였다. 1980년대에 온두라스의 골든 피전트 작전과 파나마의 저스트 커즈 작전에 참여하였다. 1994년 포트 루이스와 포트 오드가 폐쇄되면서 몇 개 부대가 재배치되며 해산되었다가, 1999년 6월 재소집되었다. 2003년부터 2004년까지 오리건주 주방위군 제162보병연대 1대대가 배속되어 이라크 자유 작전에 전개되었다. 2006년 해산하였다가, 2012년 4월 26일 제1군단의 임무를 지원하기 위해 본부가 재소집되었다.

## 역사

### 제1차 세계 대전
제1차 세계 대전중인 1917년 12월에 캘리포니아주 포트 오드에서 창설되었다.

### 제2차 세계 대전
1942년 4월 북아프리카 전역에 투입되기 위해 차량화 보병 부대로 개편되었다가, 계획이 바뀌어 사단이 아시아-태평양 전구에 참전하는 것으로 결정되면서 다시 보병 사단으로 편제가 복원되었다.
알류샨 열도의 키스카 전역에 투입되었다.
1945년 제10군, 제24(XXIV)군단에 배속되어 오키나와에 강습하였다.
몰락 작전에 따라 혼슈로 수륙양용전을 시도하기 전에 1945년 8월 15일 일본이 항복 연합군의 승리로 끝났다.

### 군정기
제24(XXIV)군단 예하 부대로서 인천광역시를 통해 한반도에 상륙하여 일본 제국 조선군의 무장을 해제하였다. 1948년까지 38선을 순찰하였고, 그 사이에 장병 7,500명과 캘리포니아 육군 국가방위대 소속 제184보병연대가 미국 본토로 귀환하자, 제31보병연대로 빈 자리를 메꾸었다.
1949년 1월 25일 한국의 군정기가 끝나면서 제24(XXIV)군단이 해체되었고, 사단은 제9(IX)군단에 전속하여 일본으로 건너갔다. 점령군의 일원으로서 홋카이도에 주둔하였으며, 1950년 3월 28일에 제9(IX)군단이 해체되면서 제1기병사단, 24, 제25보병사단과 마찬가지로 제8군의 직접 통제를 받았다.

### 한국 전쟁
1950년 7월부터 앞서 한반도에 전개한 제24, 25보병사단과 제1기병사단에 병력을 보충하는 임무를 맡고 있었다. 크로마이트 작전을 위한 전력으로 선발되면서, 사단 병력을 보충받기 시작하였다. 당시 캠프 후지에서 데이비드 G. 베르 소장이 지휘관을 맡고 있었는데, 사단은 전체 전력의 절반인 약 9,000명까지 감소되어 있었다. 캠프 드레이크 등에서 징집된 훈련받지 못한 한국인 병사 8,752명과 그외 추가로 보충받아 사단 편제를 회복하였고, 전투에 참가할 즈음에는 약 25,000명까지 불어났다.
사단은 제1해병사단의 후속 부대로서 예비대인 제3보병사단, 대한민국 육군 제17연대와 대한민국 해병대 제1연대과 같이 제10(X)부대에 배속되어 9월 15일 인천광역시에 상륙하였다.
전쟁이 끝나고 새롭게 제7사단을 맡게 된 W. 캘러웨이가 1956년 3월 경무대를 방문했을 때 이승만 대통령의 영부인 프란체스카 도너가 자수로 놓은 아리랑 악보와 가사를 수놓은 깃발을 선물했고 이렇게 제7사단에 전달된 아리랑은 일반명령 63호로 그 해 5월 26일부터 제7사단의 행진곡이 되었다.

### 냉전
휴전 이후, 사단은 제2보병사단, 제1(I)군단, 제8군과 함께 한반도에 남은 얼마 되지 않는 주한 미군 육군 부대가 되었다. 캠프 케이시에 주둔하며 한반도 비무장 지대에서 대한민국 육군과 같이 조선인민군을 감시하였다.
미국 육군의 개편에 따라 3개 여단을 가지는 삼각 사단으로 제조직화되었다. 1963년 사단 본부를 기반으로 제1여단이 창설되고, 제13, 14보병 여단을 각각 2, 3여단으로 배속받았다. 1971년 4월 2일 닉슨 독트린에 의거하여 제1(I)군단과 함께 한반도에서 철수하여 워싱턴주 포트 루이스로 돌아갔으며 그 자리에서 부대는 해산하였다.
1974년 10월 포드 오드에서 재소집되었다. 파나마 침공 계획인 저스트 커즈 작전에 참가하였다.
1993년 냉전의 종결과 함께 육군의 규모가 감축되기 시작하면서 사단의 해체가 예정되었다. 제1여단은 포트 루이스로 옮겨가 제2보병사단 2여단이 되었고, 제2, 3여단은 포트 오드에서 해체되었으며, 사단 본부는 1994년 6월 16일 포트 루이스에서 해산하였다.

### 21세기, 관리 본부
2012년 4월 26일, 존 M. 휴그 미국 육군부 장관의 지시에 따라 루이스-맥코드 합동기지에서 헹장관리본부로서 사단 본부만이 재활동을 시작하였다. 사단 본부는 제1(I)군단에 예속되어 미국 본토에 남아있는 제2보병사단의 2,3,4여단 전투단과 제16전투항공여단, 제17화력여단을 감독하는 임무를 맡았다.

## 부대

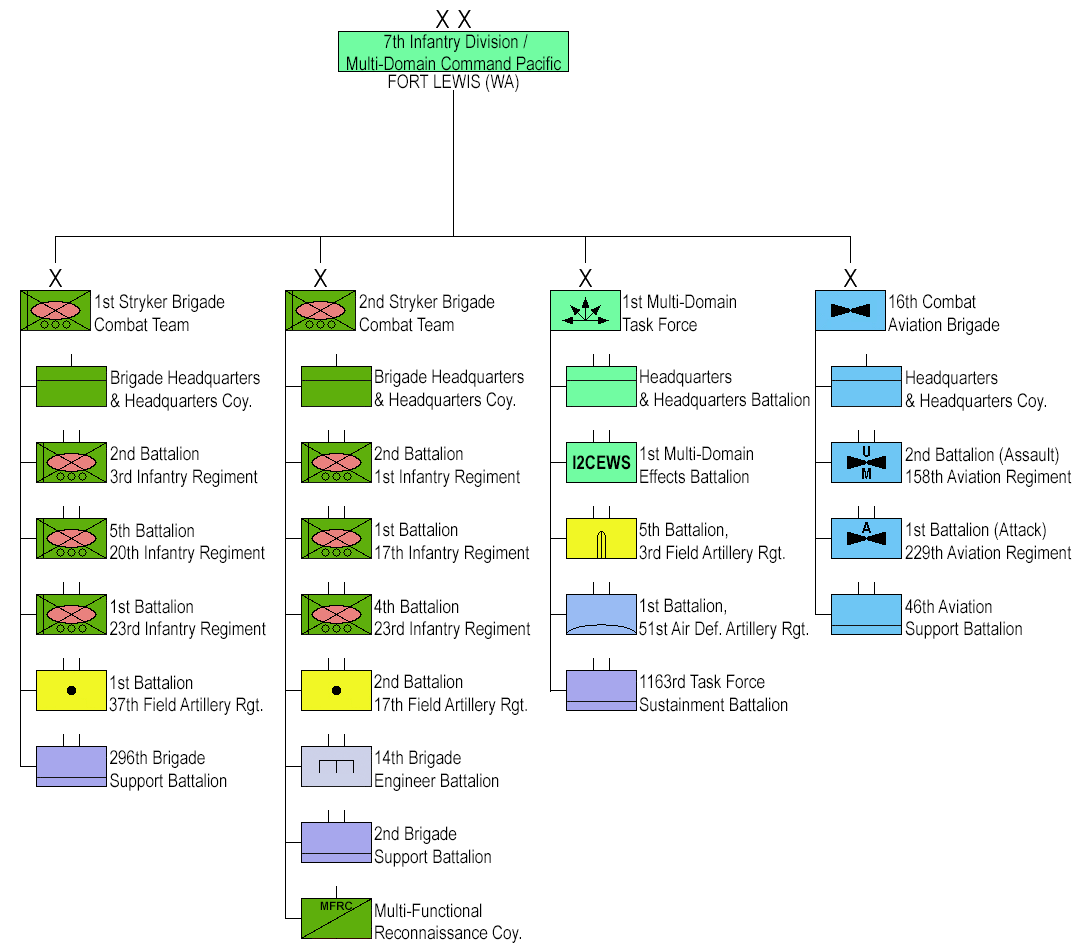
조직구조도, 2023년 5월

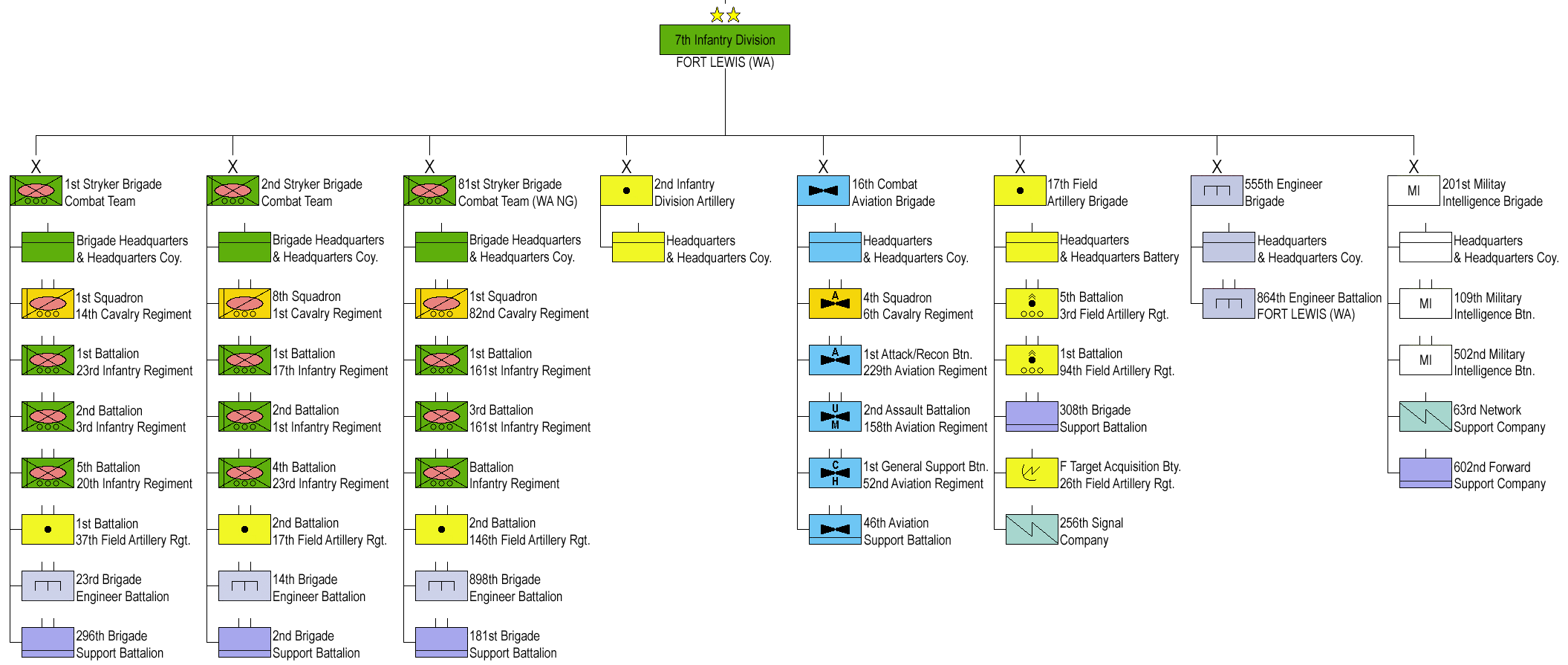
조직구조도, 2014년 5월

### 현재
- 제2보병사단 1여단전투단
- 제2보병사단 2여단전투단
- 제16전투항공여단

### 이전
1963년~1971년, 1974년~1994년
- 제7보병사단 1여단
- 제7보병사단 2여단
- 제7보병사단 3여단

1999년~2006년
- 제39별동보병여단 (강화됨), 아칸소 육군 국가방위대
- 제41별동보병여단 (강화됨), 오리건 육군 국가방위대
- 제45별동보병여단 (강화됨), 오클라호마 육군 국가방위대

## 명예 훈장 수여자
사후에 수여받은 장병은 이름 끝에 십자가 표식으로 구분하였다.
- 제2차 세계 대전
  - 레오나드 C. 브로스트롬 †
  - 존 F. 토르슨 †
  - 조 P. 마틴즈 †
- 한국 전쟁
  - 찰리  H. 바커 †
  - 레이몬드 하비
  - 에이나르 H. 인그먼, Jr
  - 윌리엄 F. 라이옐 †
  - 조지프 C. 로드리게즈
  - 리처드 토머스 샤아 †
  - 대니얼 D. 스코노오버 †
  - 잭 G. 한슨 †
  - 랄프 E. 포메로이 †
  - 에드워드 R. 스코월터, Jr.
  - 밴저민 F. 윌슨
  - 돈 C. 페이스, Jr. †
  - 앤서니 T. 카호ʻ오하노오하노 †
  - 헨리 스베흘라 †

## 기록

### 소속
1. 제24(XXIV)군단, 1944년
2. 제9(IX)군단, 1949년 1월 26일
3. 제8군, 1950년 3월 29일
4. 제10(X)군단, 1950년 9월 6일
5. 제1(I)군단, 1953년 1월
6. 제5군, 1999년 6월 4일

### 계보
- 1917년 12월 6일,Headquarters, 7th Division
정규군 배정
→제7사단, 본부
- 1942년 4월 9일, Headquarters, 7th Motorized Division
→제7차량화사단, 본부
- 1943년 1월 1일, Headquarters, 7th Infantry Division
→제7보병사단, 본부
- 1960년 7월 1일, Headquarters and Headquarters Company, 7th Infantry Division
→제7보병사단, 본부 및 본부중대

### 전역
| 스트리머        | 내역 |
| --------------- | --- |
| 제1차 세계 대전 | 로레인, 1918년 |
| 제2차 세계 대전 | - 알류쟌 제도, 1943년 - 동부 통제령, 1944년 - 레이테, 1945년 - 류큐, 1945년 |
| 한국 전쟁       | - UN 방어, 1950년 - UN 공세, 1950년 - 인민지원군(CCF) 개입, 1950년 - 1차 UN 반격, 1950년 - CCF 춘계 공세, 1951년 - UN 하계-추계 공세, 1951년 - 2차 한반도 동계, 1951년-1952년 - 한반도, 하계-추계, 1952년 - 3차 한반도 동계, 1952년-1953년 - 한반도, 하계 1953년 |

### 스트리머
| 스트리머                  | 내역                            | 명령서                         |
| ------------------------- | ------------------------------- | ------------------------------ |
| 필리핀 대통령 부대 표창   | 1944년 10월 17일-1945년 7월 4일 | 1950년, 육군부 일반명령 제47호 |
| 대한민국 대통령 부대 표창 | 1950년 인천 상륙작전            | 1951년, 육군부 일반명령 제35호 |
| 대한민국 대통령 부대 표창 | 1950년-1953년                   | 1956년, 육군부 일반명령 제22호 |
| 대한민국 대통령 부대 표창 | 1945년-1948년                   | 1971년, 육군부 일반명령 제50호 |
| 대한민국 대통령 부대 표창 | 1953년-1971년                   | 1971년, 육군부 일반명령 제50호 |

## 참고

### 인용
1. ↑  김도균 (2013년 7월 28일). “정전협정 조인식에서 남북은 왜 아리랑을 연주했을까”. 오마이뉴스. 2018년 12월 26일에 확인함.
2. ↑  Petrich, Marisa (2012년 4월 26일). “SecArmy announces new division headquarters coming to Lewis-McChord” (영어). 워싱턴주 루이스-맥코드 합동 기지: JBLM Public Affairs Office. 2012년 4월 29일에 확인함.
3. ↑  Wilson 1999, 218쪽.
4. ↑  “General Orders No. 35” (PDF). 《Army Publishing Directorate》 (영어). Washington D. C.: Department of The Army. 1951년 6월 4일. 2020년 3월 3일에 확인함.

### 자료
- “Headquarters and Headquarters company: 7th Infantry Divison (Bayonet)” (영어). Center of Military History. 2009년 4월 28일에 원본 문서에서 보존된 문서. 2014년 11월 13일에 확인함.
- Clay, Steven E. (2011). 《The Arms: Major Commands and Infantry Organizations》 (PDF). U.S. Army Order of Battle 1919–1941 (영어) 1판. Fort Leavenworth, KS: Combat Studies Institute Press. 215-216쪽. 2020년 2월 29일에 확인함.
- Wilson, John B. (1999년 2월 26일).  Clarke, Jeffrey J., 편집. “ARMIES, CORPS, DIVISIONS, AND SEPARATE BRIGADES” (PDF). Army Lineage Series (영어). Washington D.C.: Center of Military History: 217-223. ISBN 0160499941. 2020년 3월 3일에 확인함.
- “Headquarters, 7th Infantry Division "Bayonets"”. 《globalsecurity.org》 (영어). 2015년 3월 31일에 확인함.